# بونز
بونز (بالإنجليزية: Bones)‏ هو رابر أمريكي، ولد في 11 يناير 1994 في موير بيتش في الولايات المتحدة.

## وصلات خارجية
- الموقع الرسمي
- بونز على موقع ميوزك برينز (الإنجليزية)
- بونز على موقع ديسكوغز (الإنجليزية)